# Academiegebouw (Leiden)

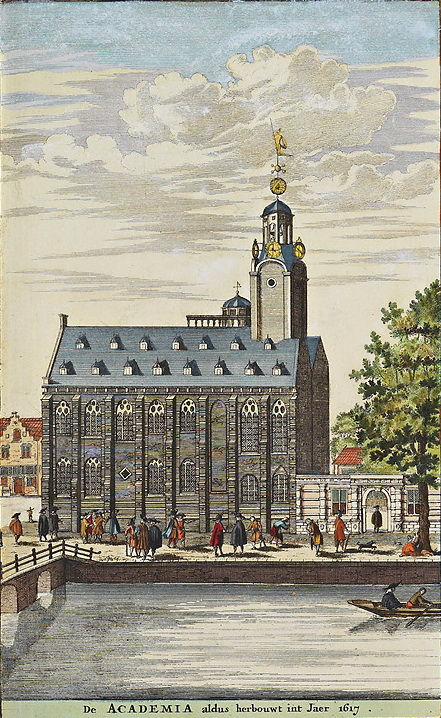
Het Academiegebouw in de Atlas de Wit, 1698

Het Academiegebouw, gelegen aan het Rapenburg in de Nederlandse stad Leiden, is het oudste gebouw en het hart van de Universiteit Leiden. Hoewel er in het Academiegebouw, een rijksmonument, nog steeds colleges worden gegeven, wordt het vandaag de dag vooral gebruikt voor gebeurtenissen met een zeker ceremonieel karakter, zoals afstudeerplechtigheden, oraties en promoties.

## Geschiedenis

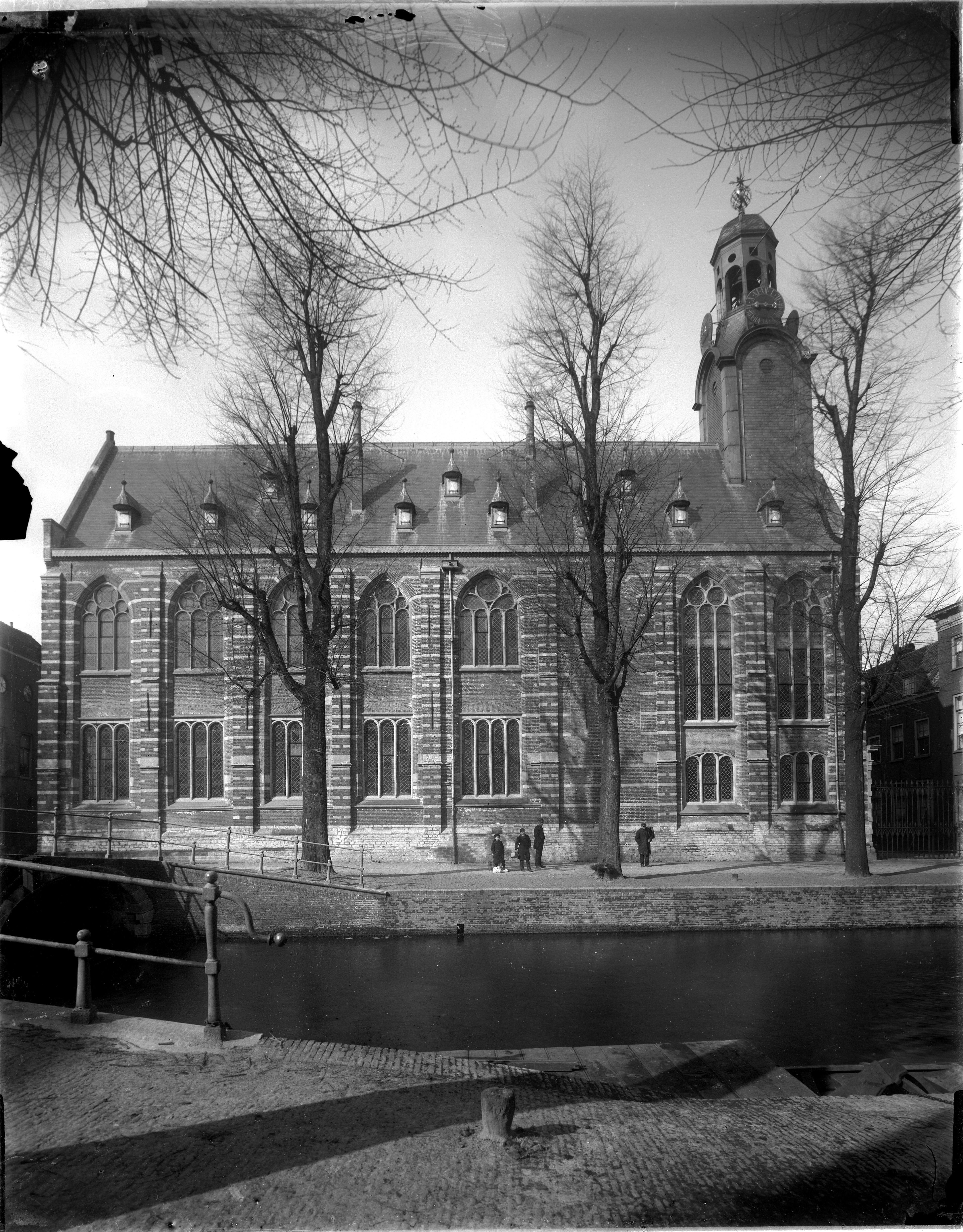
Academiegebouw (1897)

Het Academiegebouw dateert uit 1516. In dat jaar werd het gewijd als kapel voor het aan het Rapenburg gevestigde dominicanessenklooster. De gevel bestaat uit acht traveeën, voorzien van hoge spitsboogvensters. Het interieur van de kerk ging in 1566 verloren bij de eerste Beeldenstorm, het gebouw zelf werd na het Leidens ontzet in 1574 geconfisqueerd. Sinds 1581 wordt het gebouw gebruikt door de zes jaar daarvoor gestichte universiteit. In 1616 werd het gebouw verbouwd om het geschikter te maken voor de universiteit. Zo werd de kapel opgedeeld in twee verdiepingen, waarbij het Groot en het Klein Auditorium ontstonden. In het Groot Auditorium staat een dubbel spreekgestoelte. Alleen professoren mogen vanaf het bovenste gestoelte spreken. In het Klein Auditorium is tegenwoordig het schilderij van Johan Bernard Wittkamp uit 1848 te bezichtigen waarop burgemeester Van der Werff tijdens het beleg van Leiden zijn arm aan de uitgehongerde Leidenaars aanbiedt.

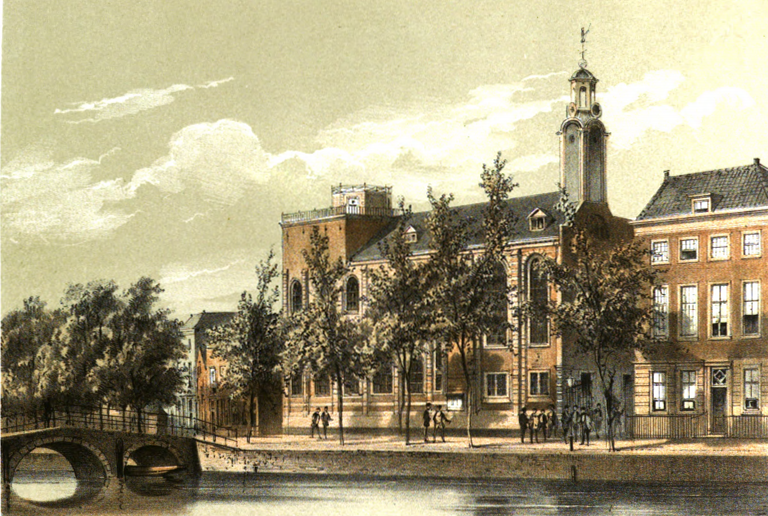
Het Academiegebouw in 1859 met links de toren met het kwadrant van Snellius

De karakteristieke toren van het Academiegebouw dateert uit 1670 en werd gebouwd naar een ontwerp van Willem van der Helm. Dit was echter niet de eerste toren op het dak van het gebouw: van 1632 tot ver in de negentiende eeuw stond er op het dak ook een vierkante houten toren met het kwadrant van Snellius. Dit was de eerste huisvesting van de Sterrewacht Leiden, de oudste universitaire sterrenwacht ter wereld.
Ook de Universiteitsbibliotheek Leiden was aanvankelijk in het Academiegebouw ondergebracht, maar kreeg al in 1591 haar eigen huisvesting.
Naast het Academiegebouw zaten boekverkopers en drukkers, zoals Jordaan Luchtmans, Pieter van der Aa, Willem de Groot, Jan Willem de Groot en Isaac Elzevier, die hun academische drukwerken verkochten aan studenten en professoren. De naam Elzevier werd enkele eeuwen later gebruikt door de grondlegger van het concern Elsevier. Rechts van het gebouw is een gietijzeren hekwerk met poort met daarachter een klein hofje; de huidige ingang van het gebouw is direct links daaraan gelegen. Direct links van de ingang is het Academisch Historisch Museum.

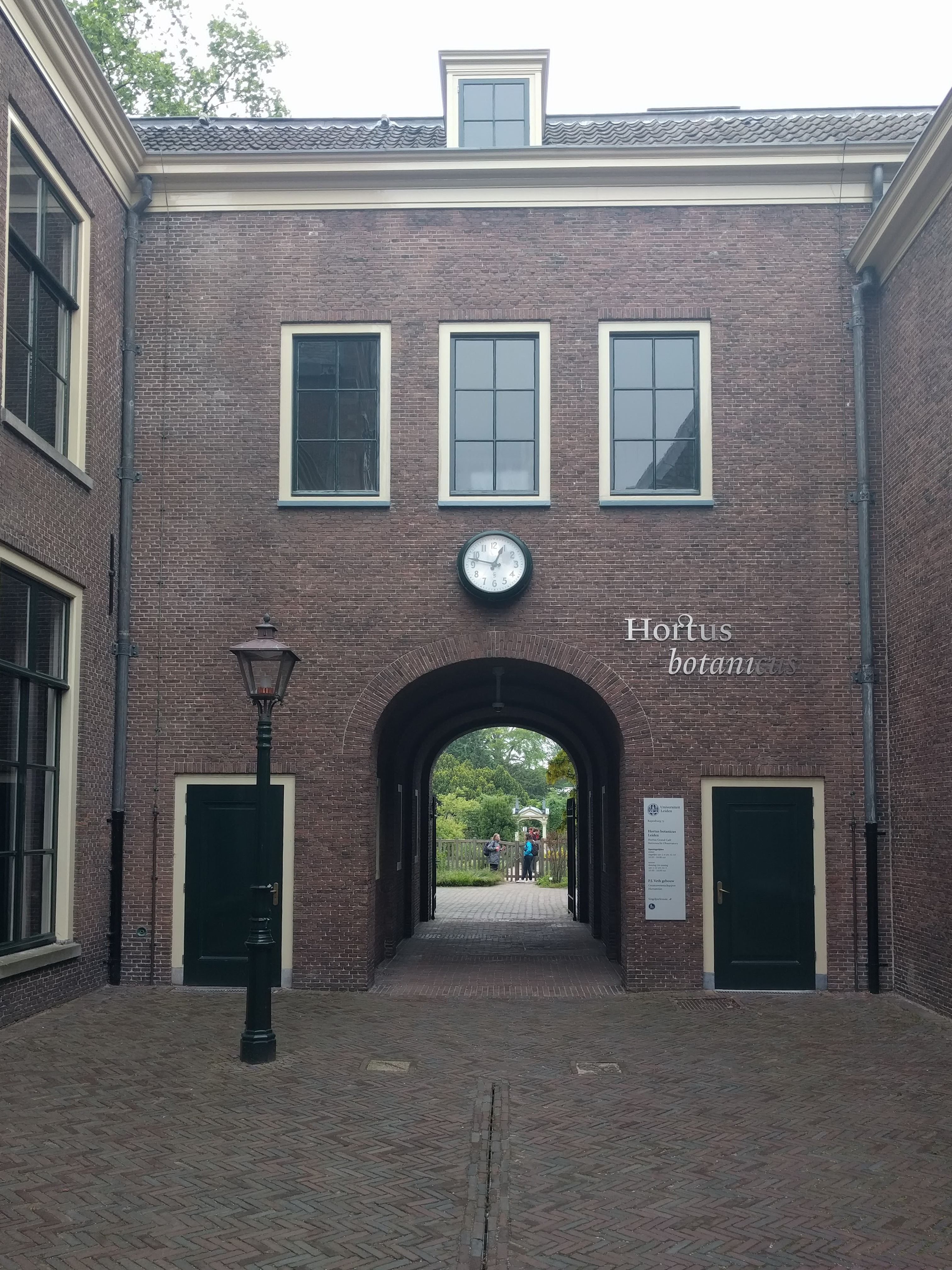
Poort naar de Hortus

Rechtdoor is de ingang van de Hortus botanicus Leiden, beroemd omdat daar Carolus Clusius en Herman Boerhaave ooit rondliepen. Boven de poort naar de Hortus Botanicus is de tuinkamer. Deze kamer is afkomstig uit een woonhuis aan Rapenburg 69, dat inmiddels door verbouwingen niet meer in haar vroegere hoedanigheid bestaat. Samuel Luchtmans, een bekend drukker en uitgever in de 18de eeuw, en zijn vrouw lieten de fraaie wandbehangsels en de schouw in hun huis aanbrengen. De universiteit, die Rapenburg 69 ook bezit, liet het interieur in 1936 overplaatsen.

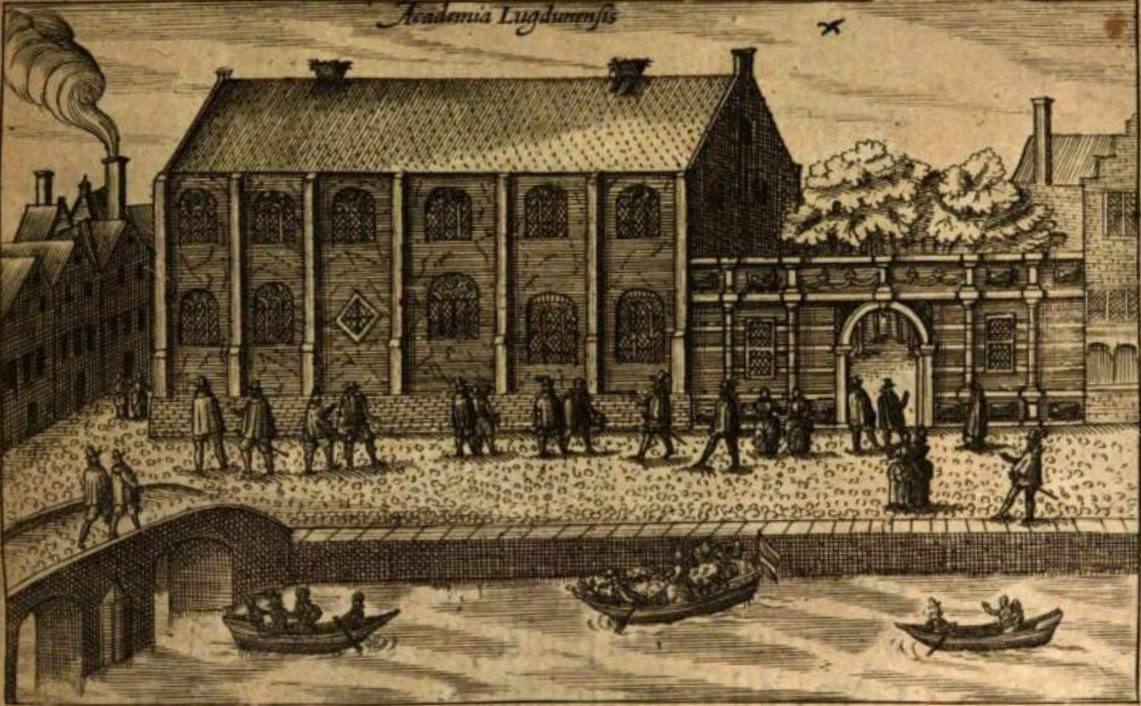
Hét gebouw in 1614

Vanaf het Academiegebouw lopen al meer dan vier eeuwen de hoogleraren over de Nonnenbrug, via de Kloksteeg naar de Pieterskerk. Elk jaar opnieuw, bij de opening van het academisch jaar in september, én bij de viering van de dies natalis van de universiteit op 8 februari.

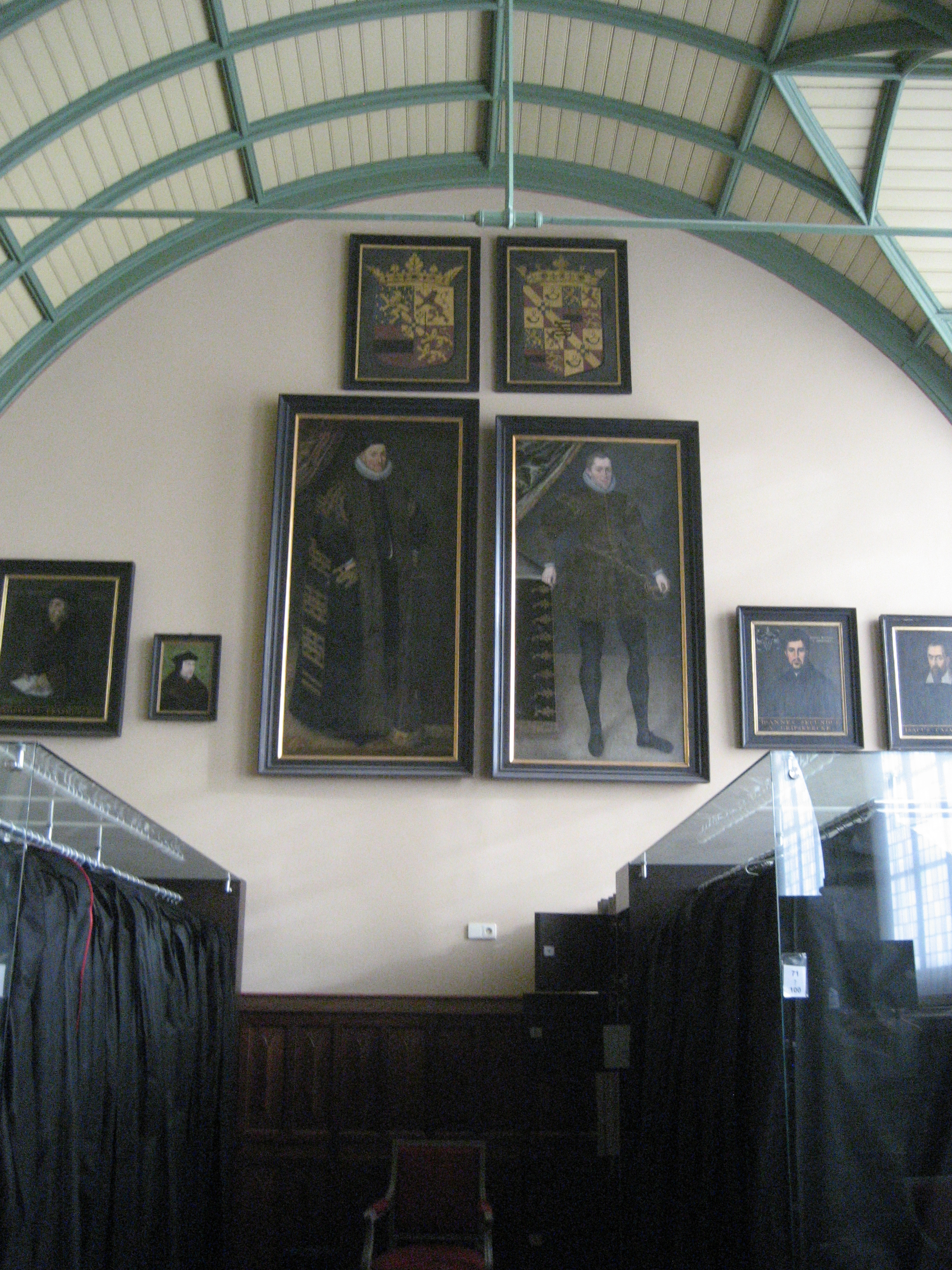
Togakamer
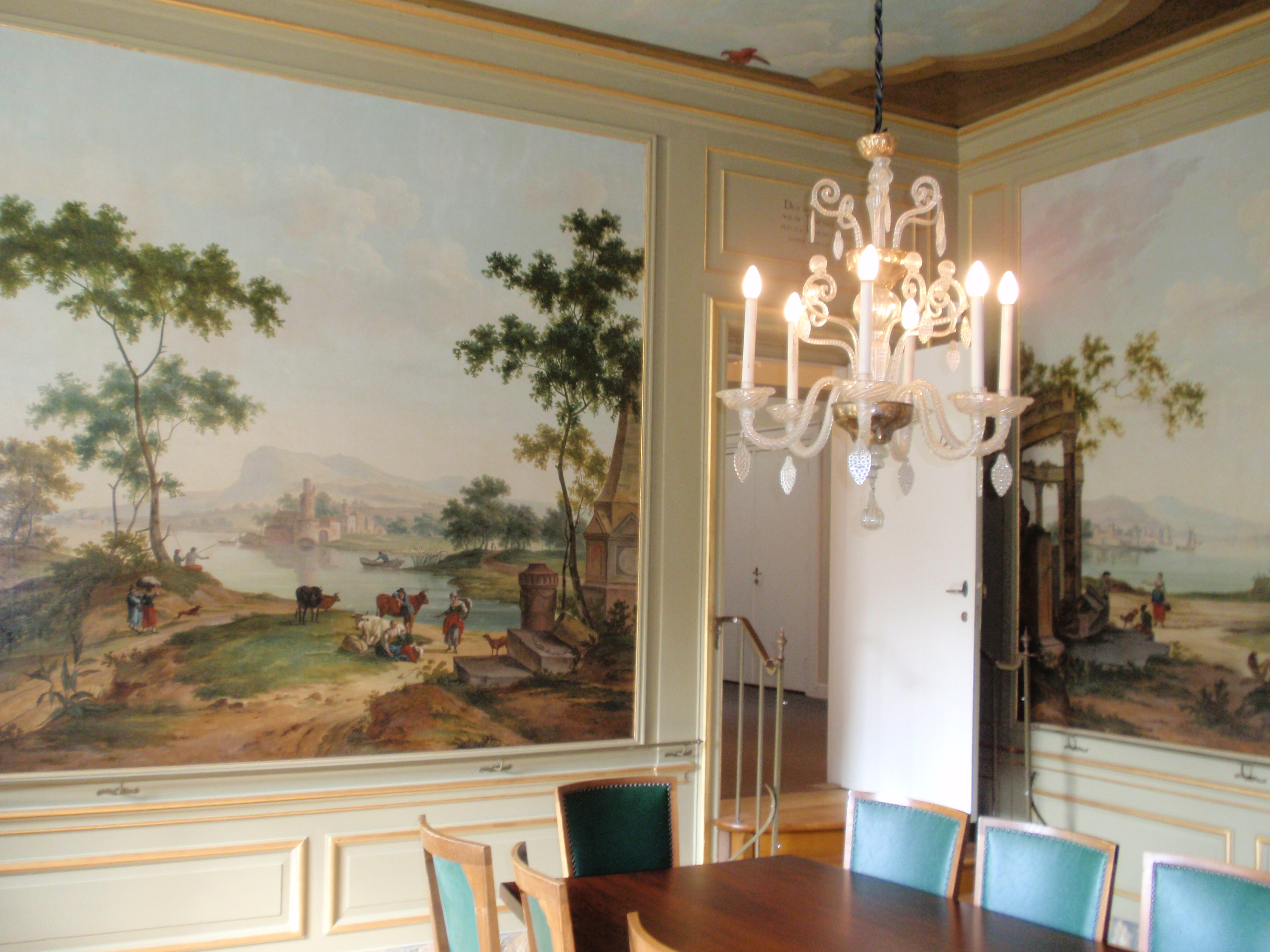
Tuinkamer
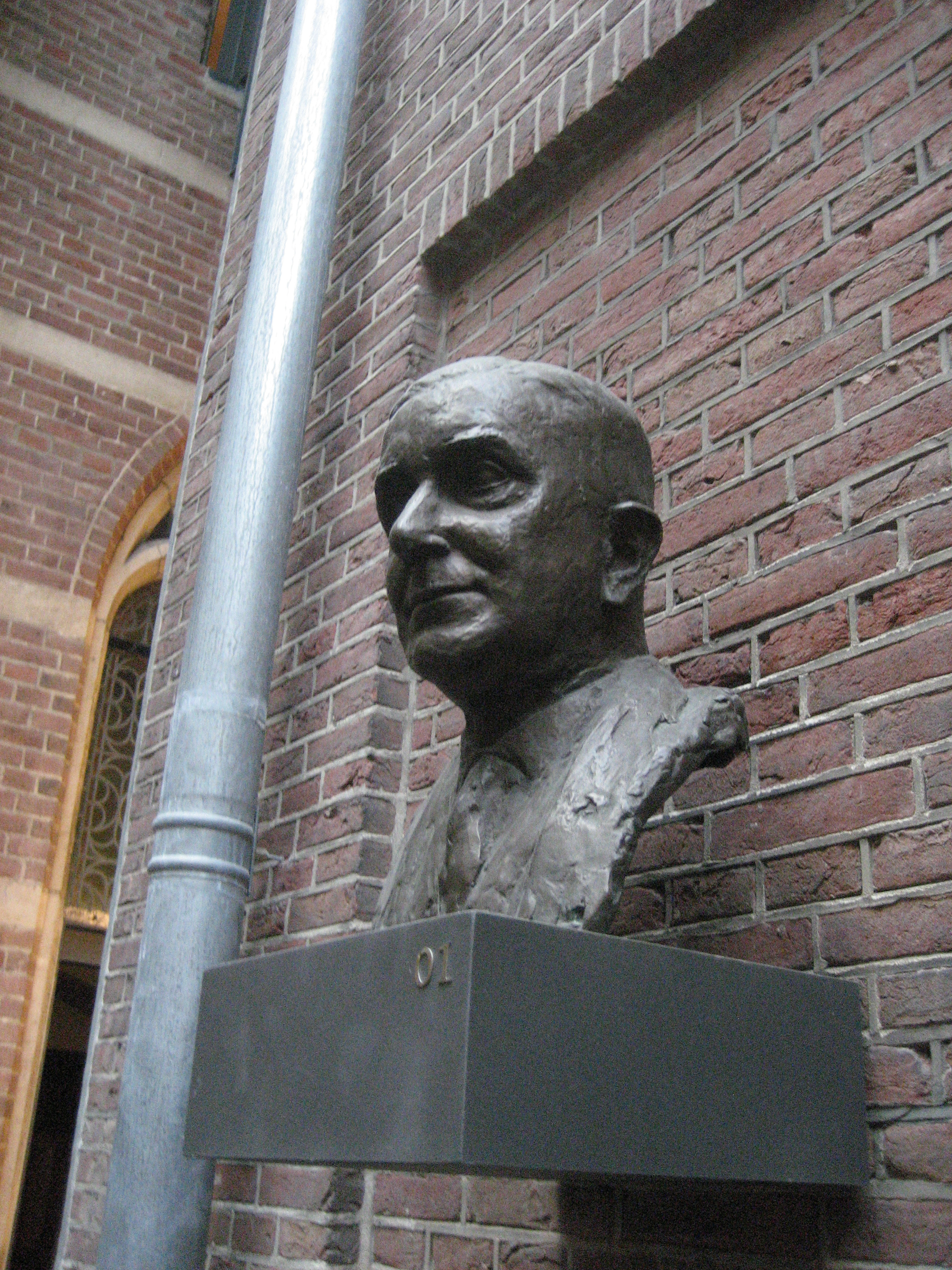
Beeld van Cleveringa

## Groot-Auditorium
De grote collegezaal op de begane grond wordt het Groot-Auditorium genoemd. Deze ruimte wordt vooral gebruikt bij oraties en promoties. In de zaal is in 1998 een nieuw orgel aangebracht, gebouwd door Flentrop in de trant van Van Hagerbeer-Duyschot. Opvallend is verder een gobelin ontworpen door koningin Wilhelmina. Meest in het oog springend in het Groot-Auditorium zijn de twee gebrandschilderde ramen die in 1950 aan weerszijden van het spreekgestoelte werden aangebracht. Deze ramen werden door glazenier Louis Boermeester van de firma Bogtman gemaakt als herinnering aan de in de Tweede Wereldoorlog omgekomen medewerkers en studenten van de Leidse universiteit. Tegelijkertijd laten de ramen de geschiedenis van de universiteit zien. In het rechterraam zijn onder meer Willem van Oranje, een geuzenschip, G.K. van Hogendorp, Snouck Hurgronje, Thorbecke, Van Vollenhoven, Grotius, Dousa, Huizinga en Lorentz afgebeeld. In het linkerraam staat Telders centraal (met reminiscentie aan Cleveringa), met verder de klokkentoren van het Palace of Westminster (Big Ben) en verbeeldingen van de illegale pers en een Japanse en Duitse soldaat.

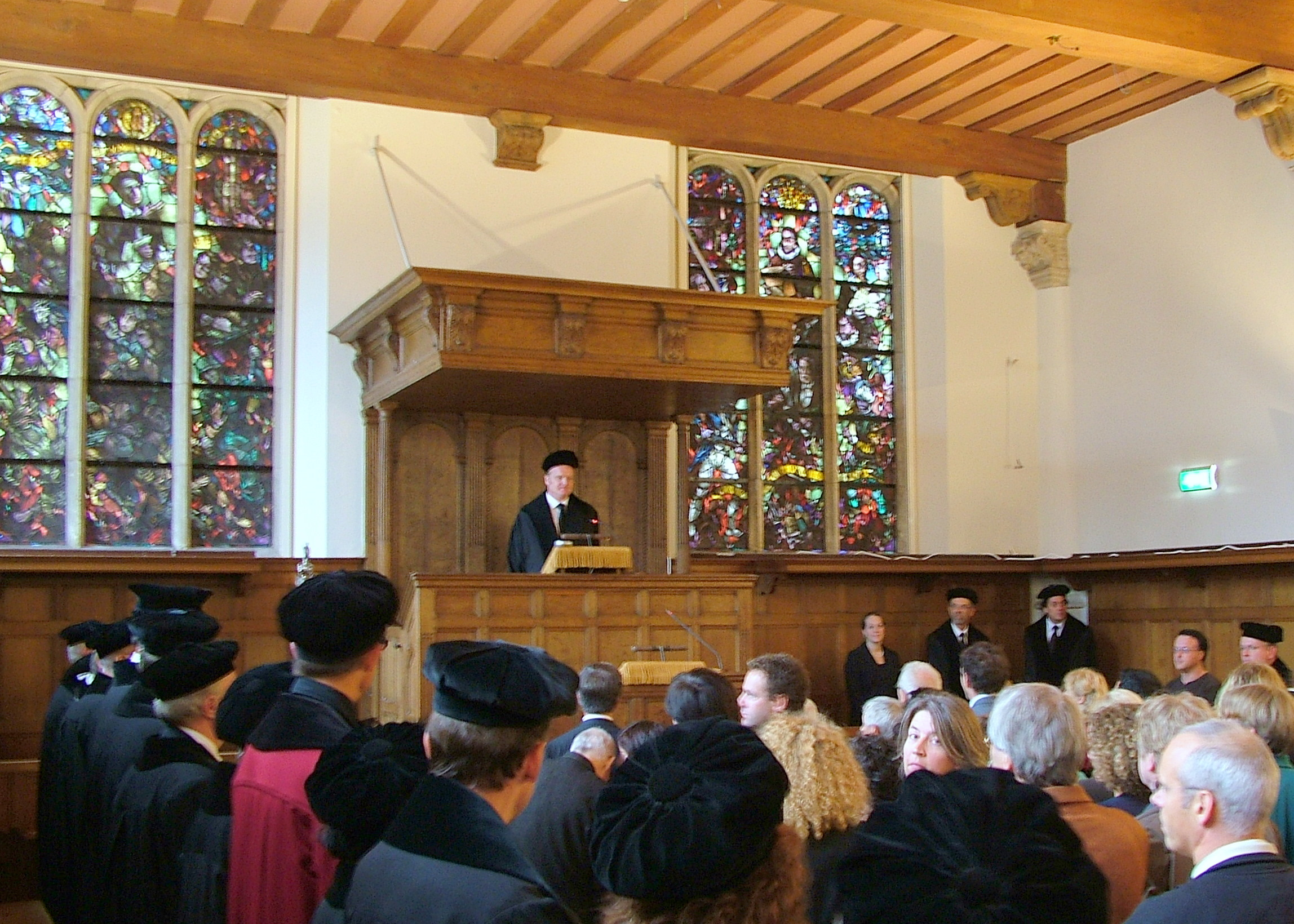
Inauguratie hoogleraar in 2008
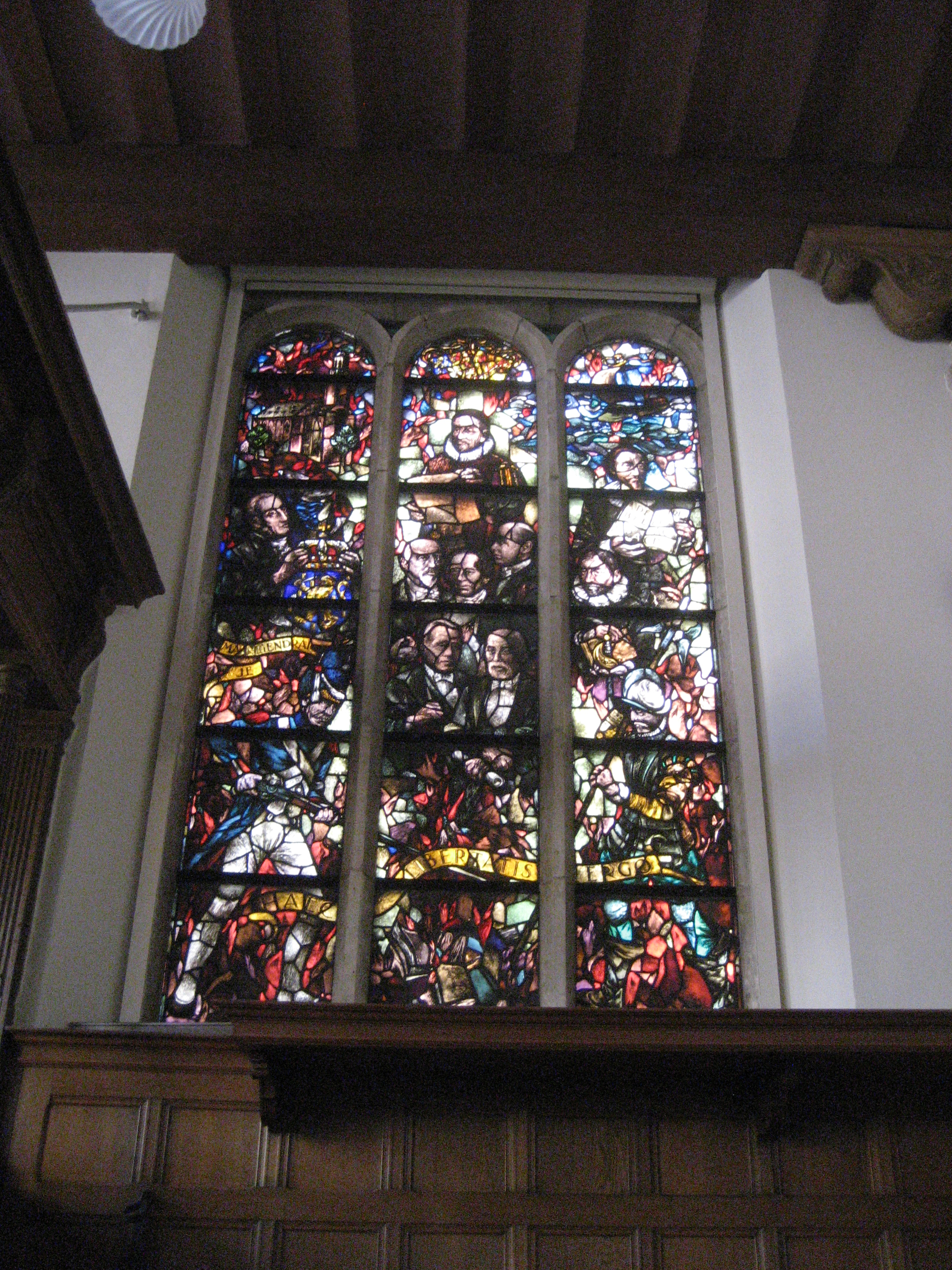
Glas-in-loodraam met Willem van Oranje
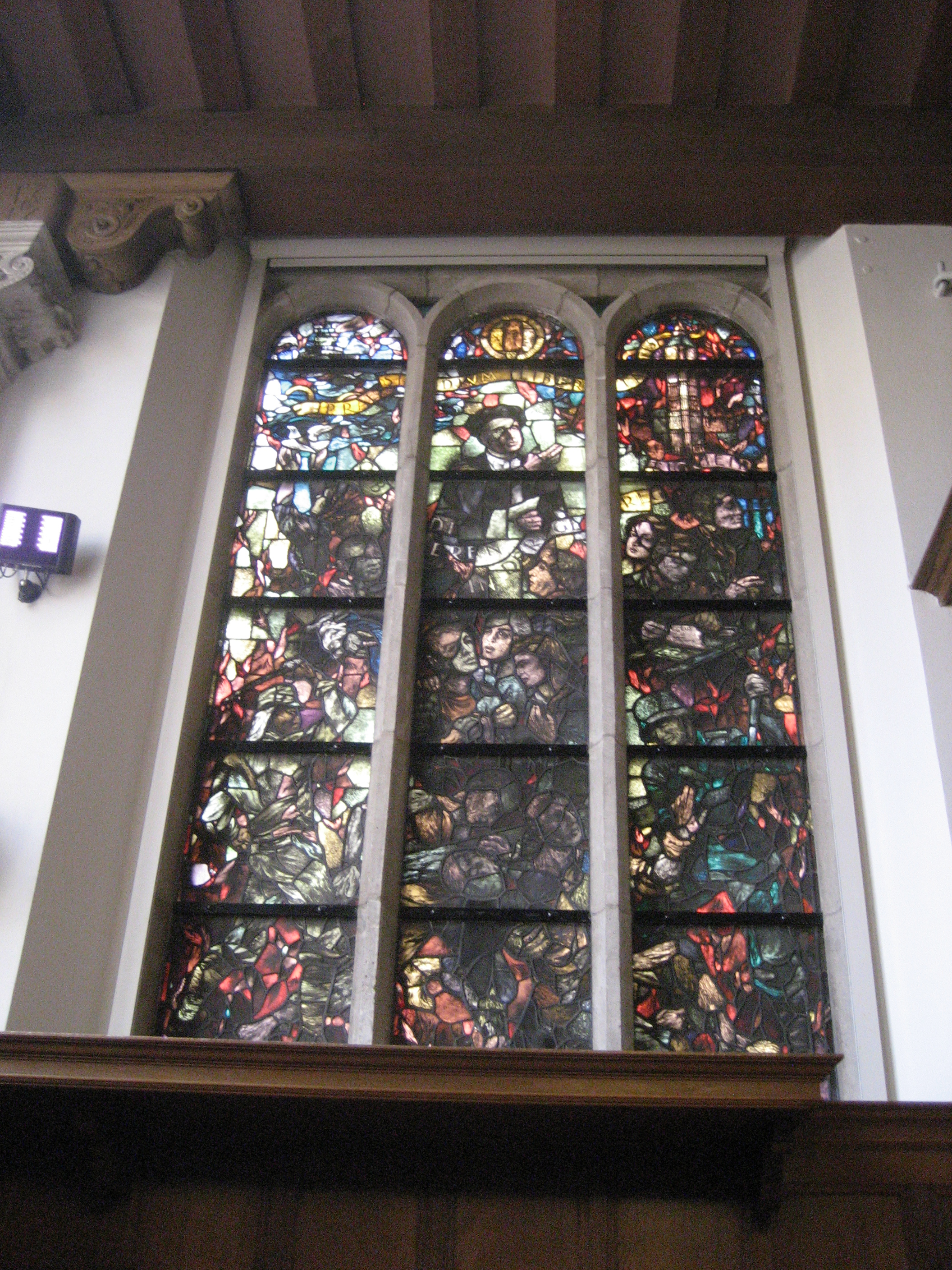
Glas-in-loodraam met Ben Telders
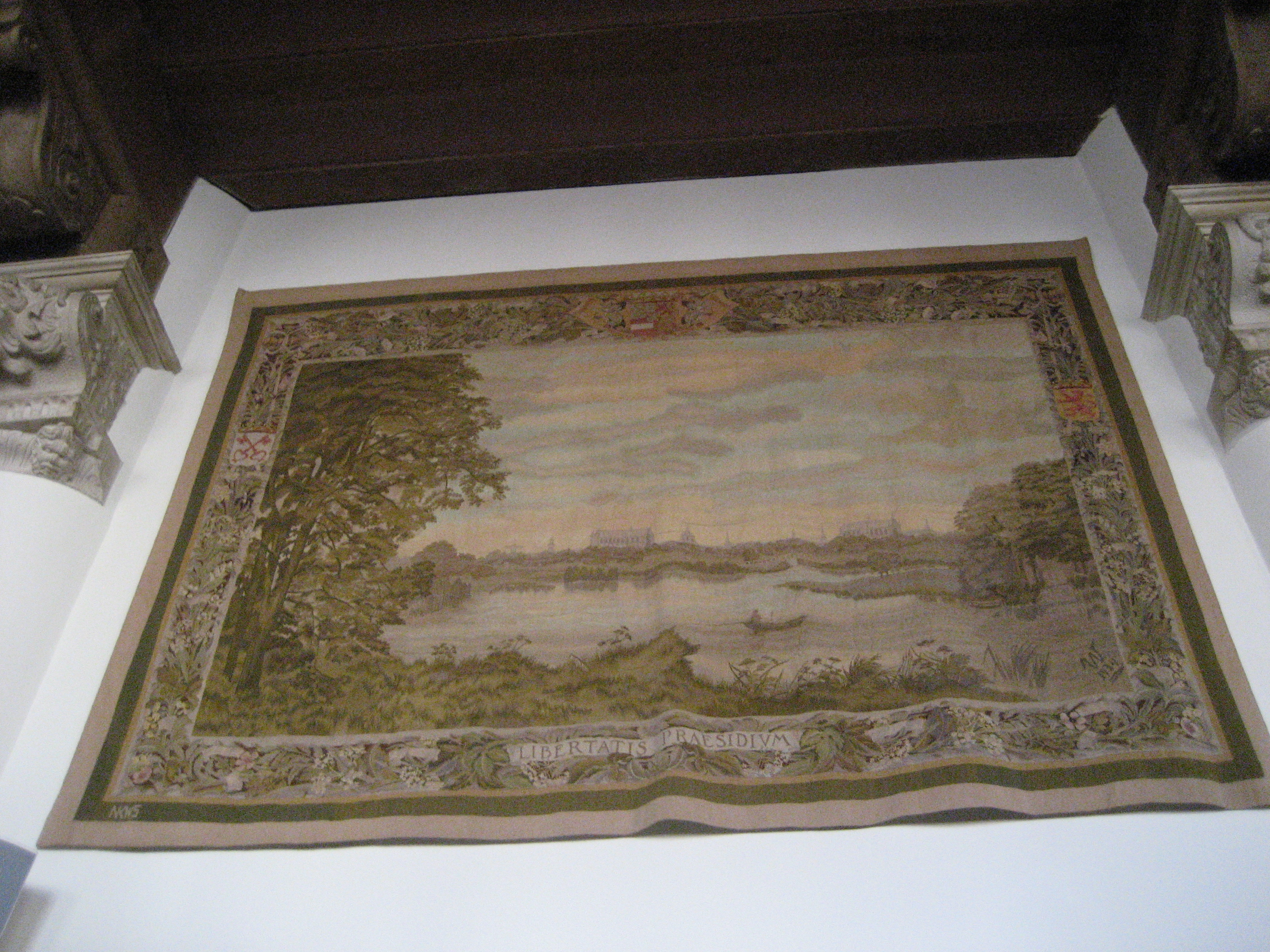
Gobelin (ontwerp van Wilhelmina)

## Senaatskamer
Op de eerste verdieping is de senaatskamer, waar de muren van onder tot boven vol hangen met portretten van hoogleraren. Tegenwoordig wordt deze kamer voornamelijk gebruikt voor ceremonies als de wetenschappelijke promotie.

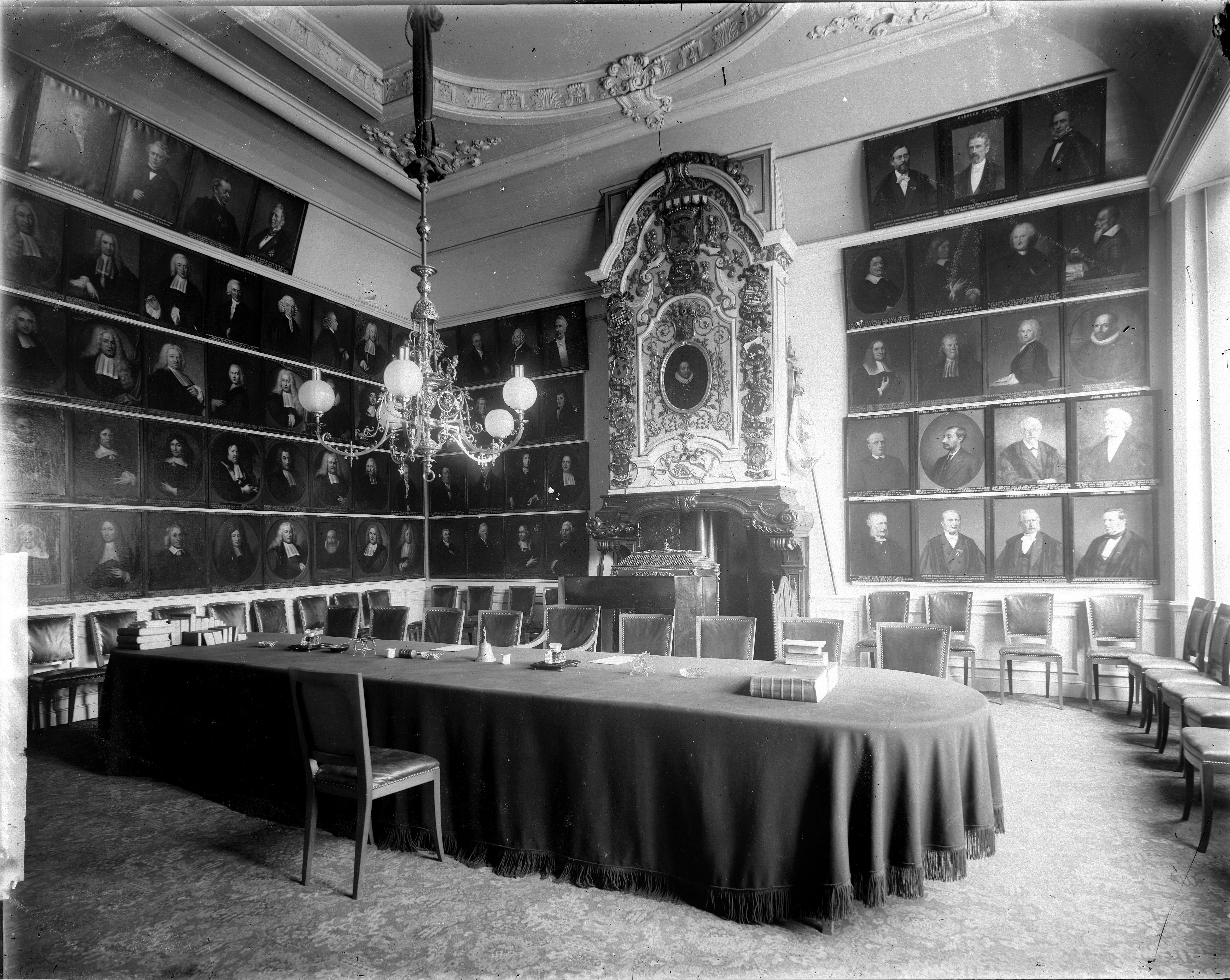
Senaatskamer, ca. 1880
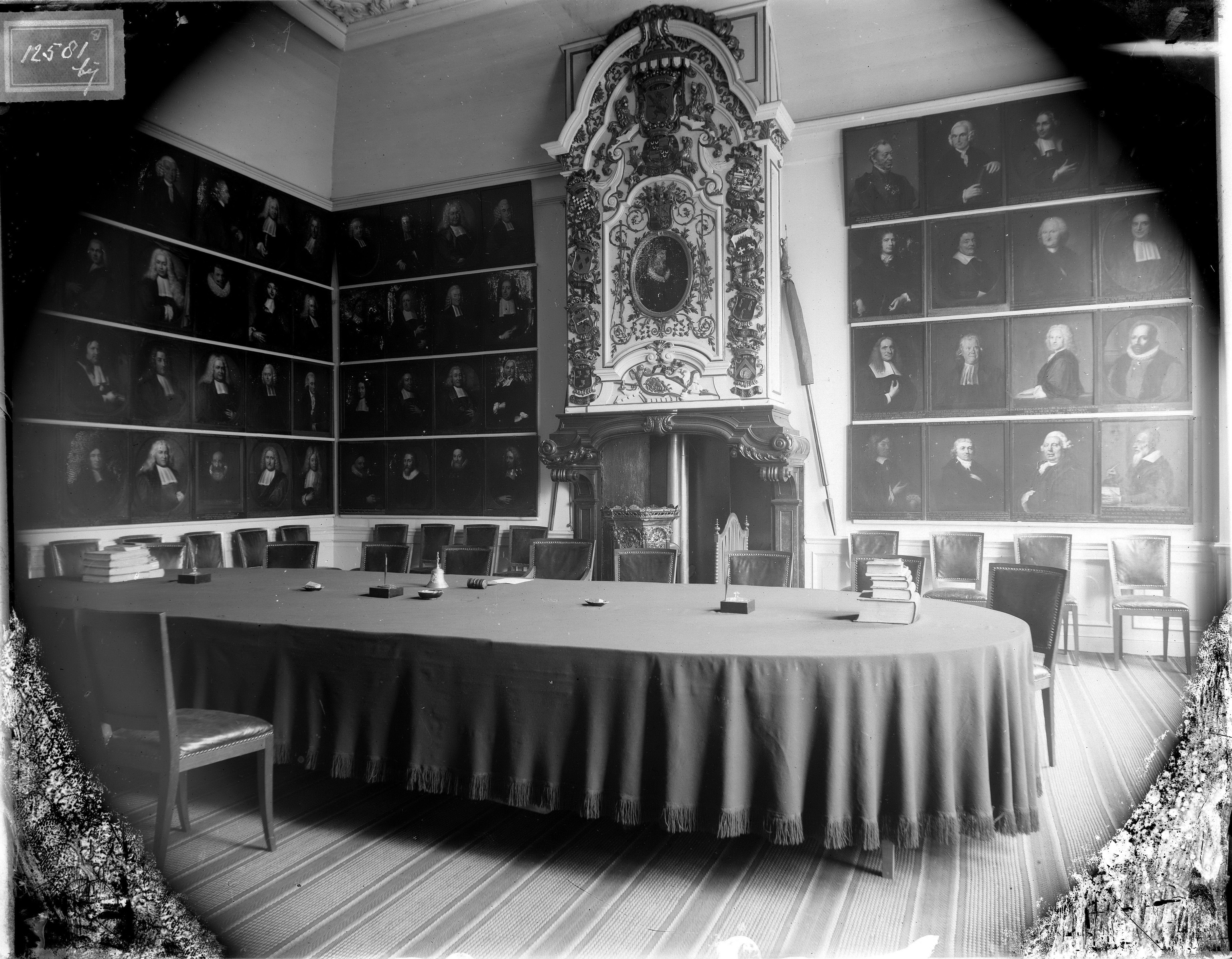
Senaatskamer, ca. 1900
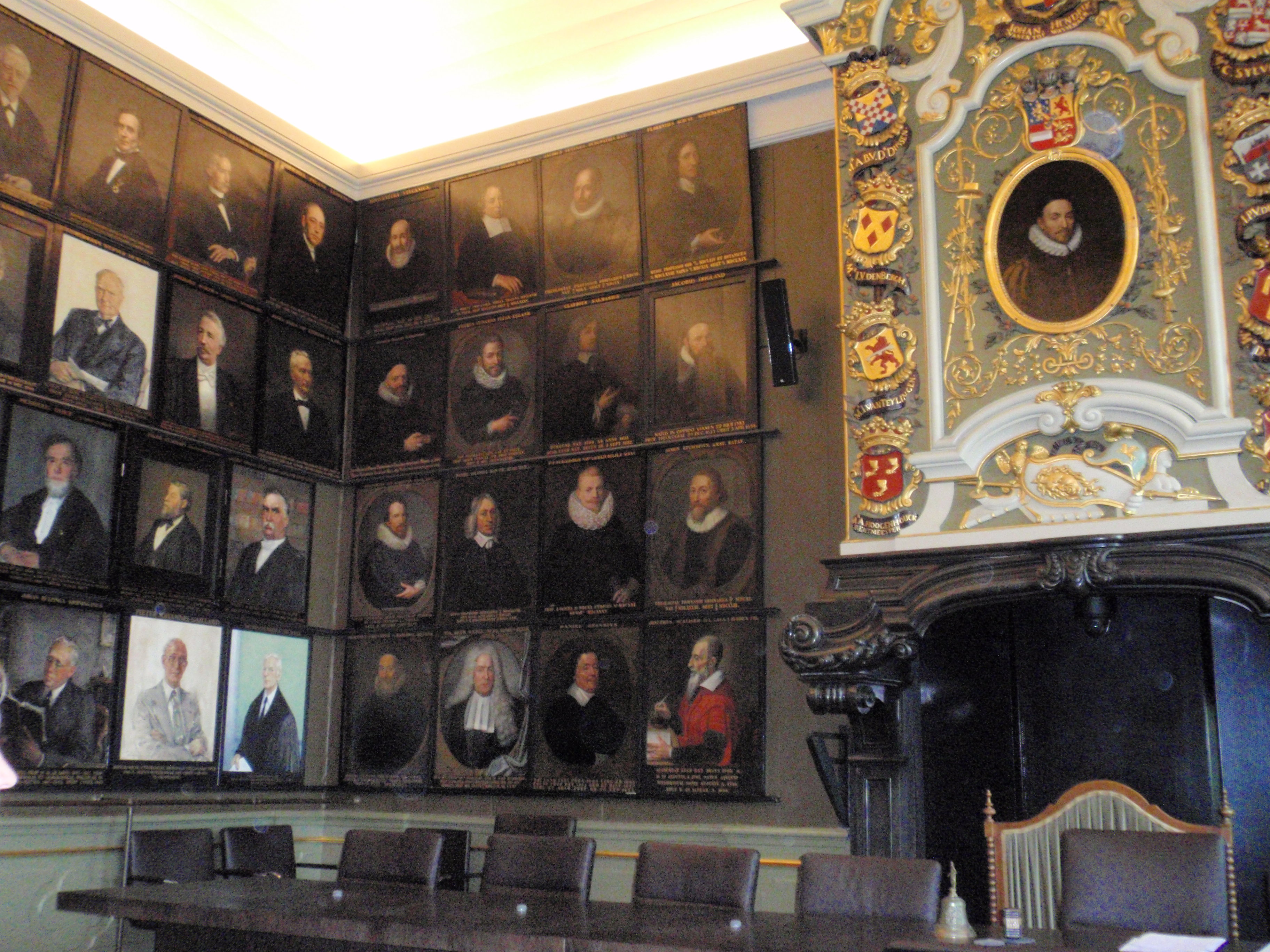
Senaatskamer in 2010
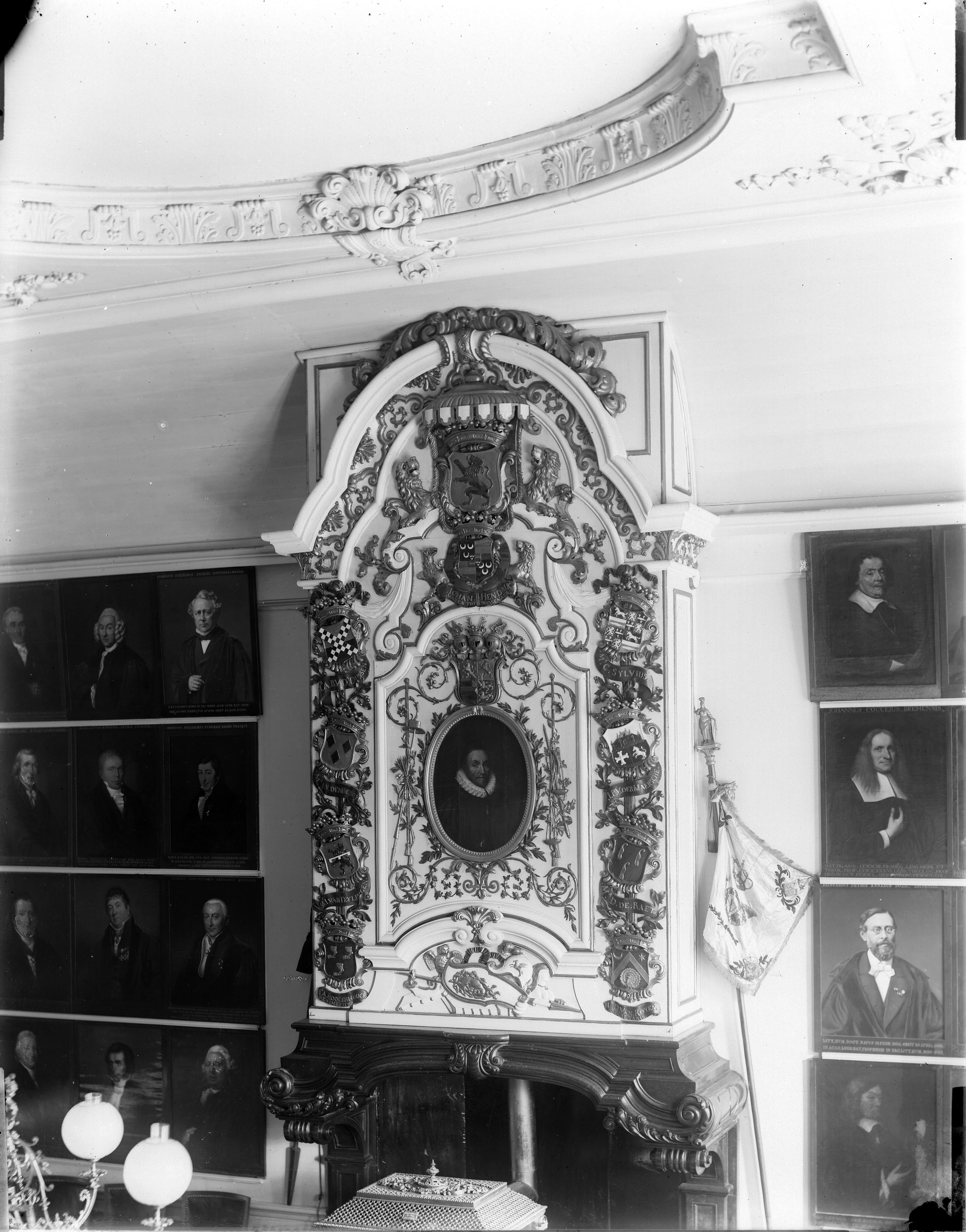
Schouw in Academiegebouw
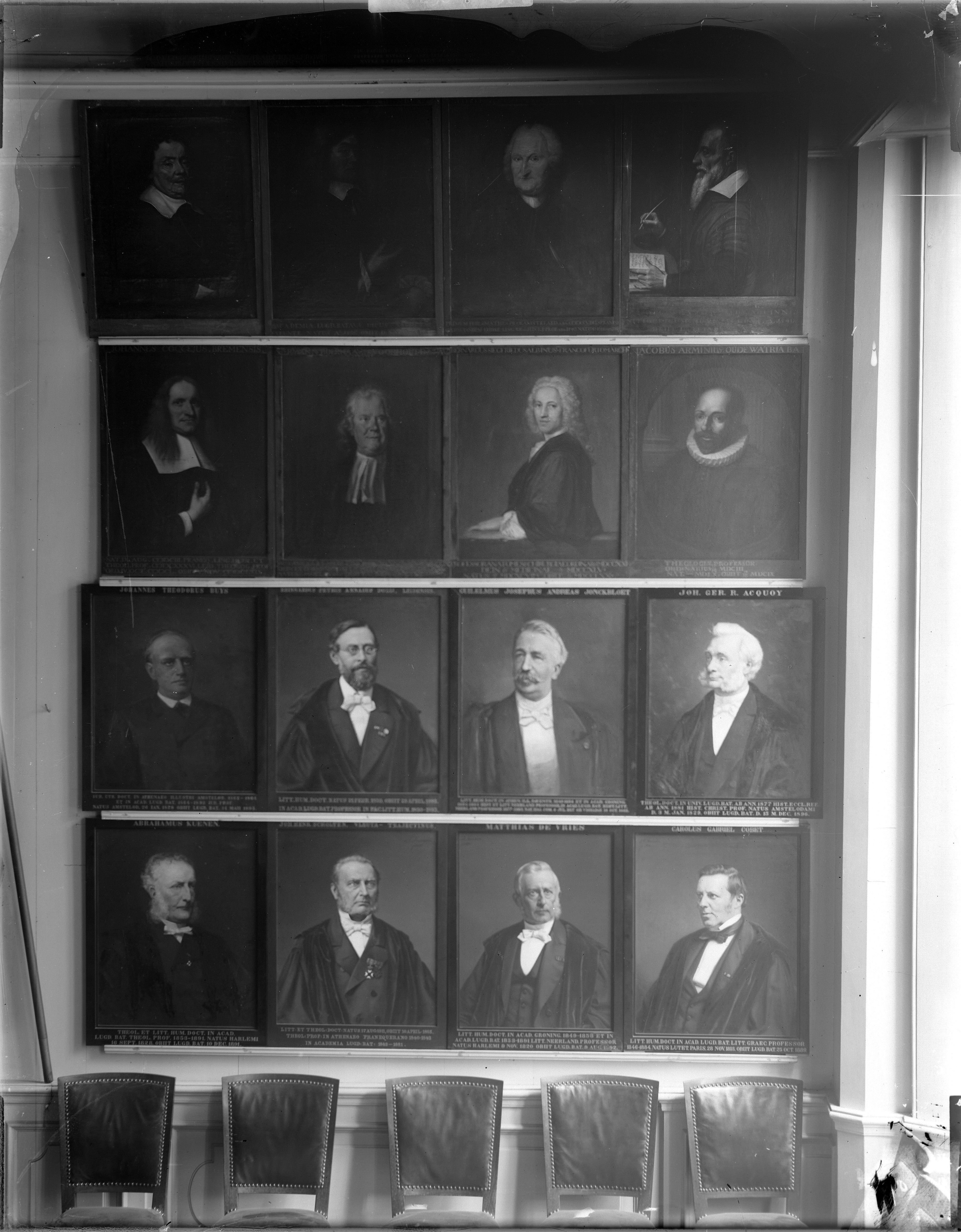
Schilderijen van hoogleraren in de Senaatskamer
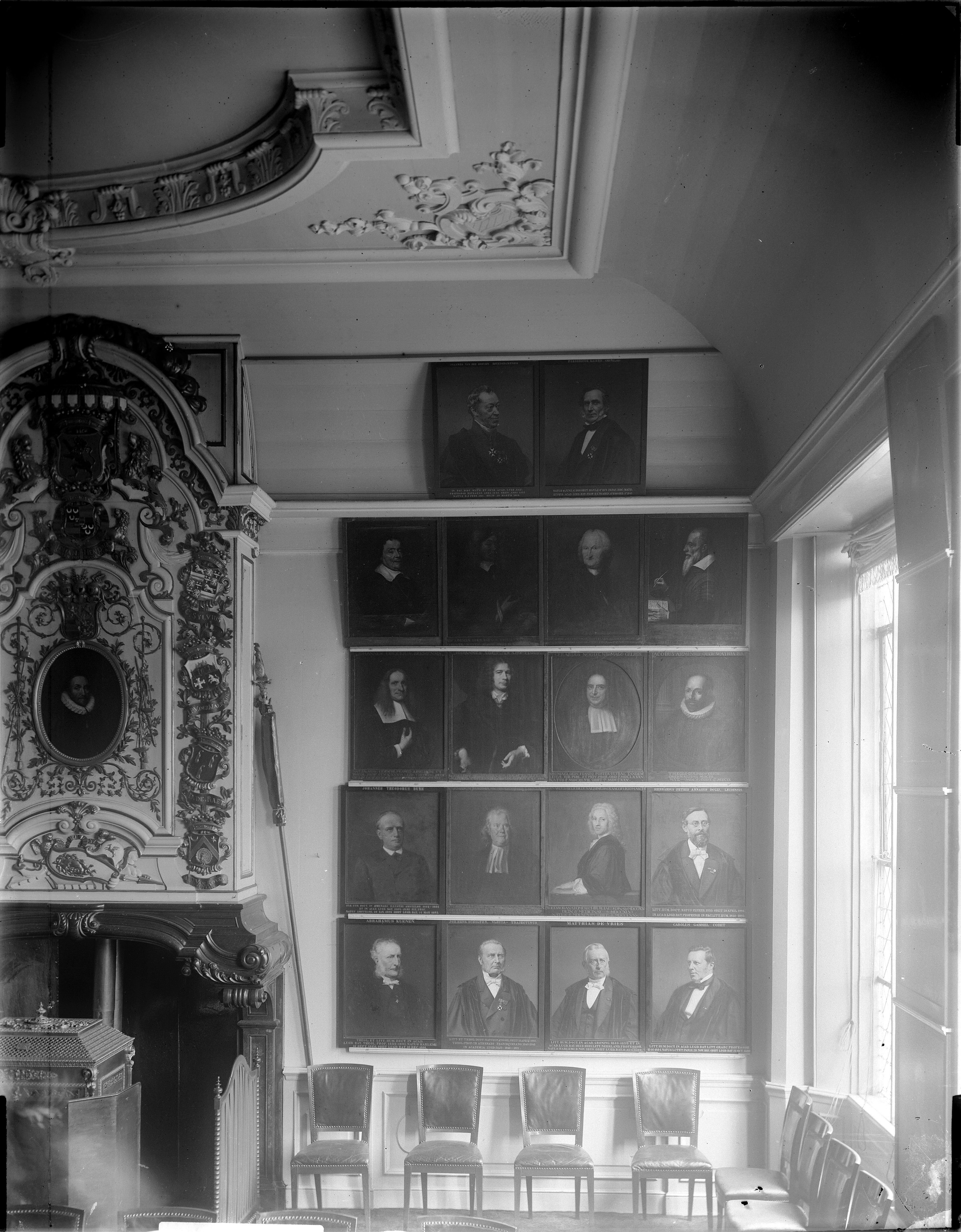
Schouw met schilderijen

## Zweetkamertje
In het Academiegebouw bevindt zich het zogeheten Zweetkamertje. In dit kamertje wachtten examenkandidaten traditioneel de uitslag van het examen af. Nog steeds zetten vers afgestudeerden en zojuist gepromoveerden er hun handtekening op de muur. Onder de handtekeningen bevinden zich die van enkele leden van de koninklijke familie (Beatrix, Willem-Alexander), maar ook van bijvoorbeeld Winston Churchill en Nelson Mandela.

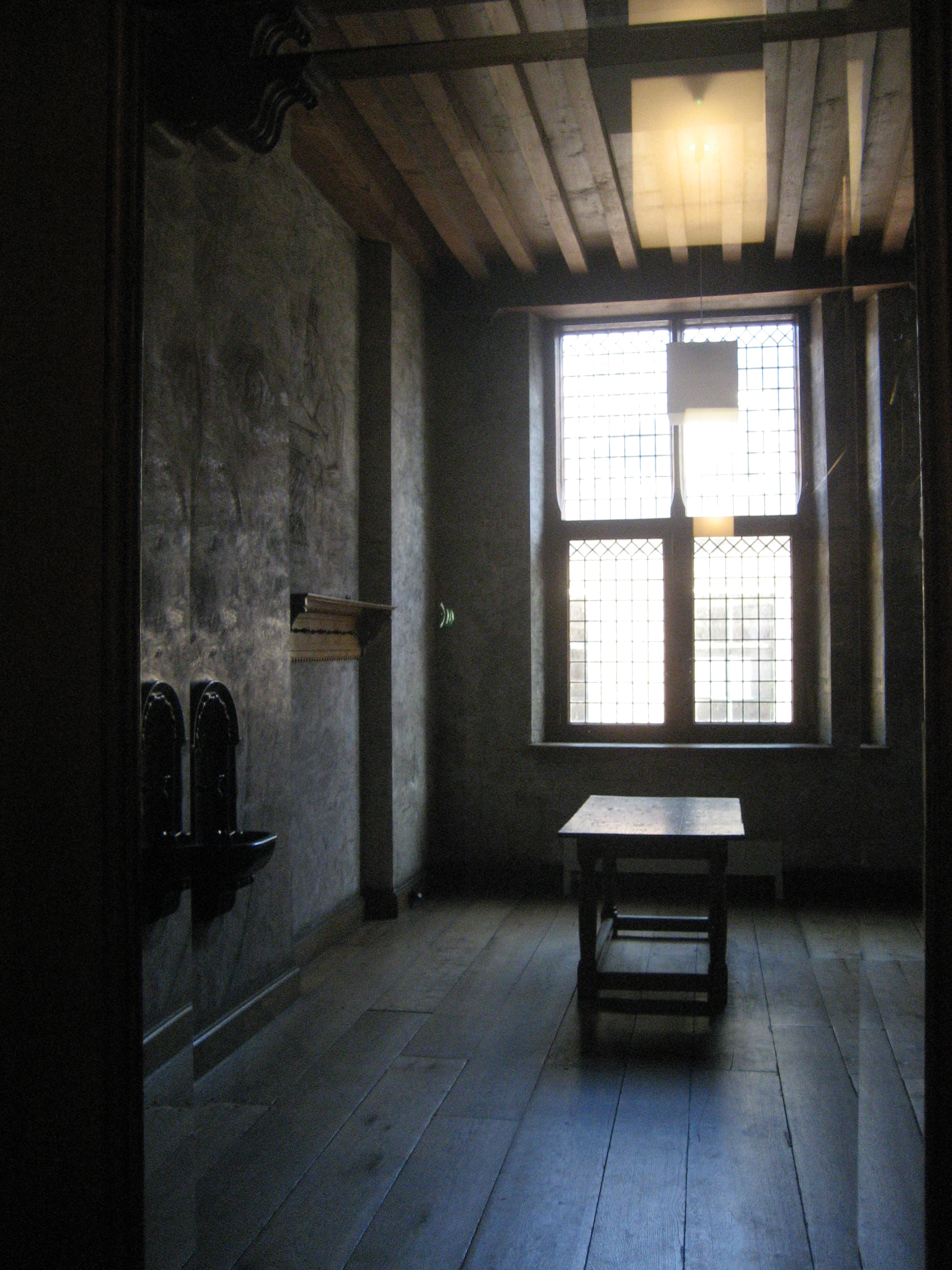
Zweetkamertje
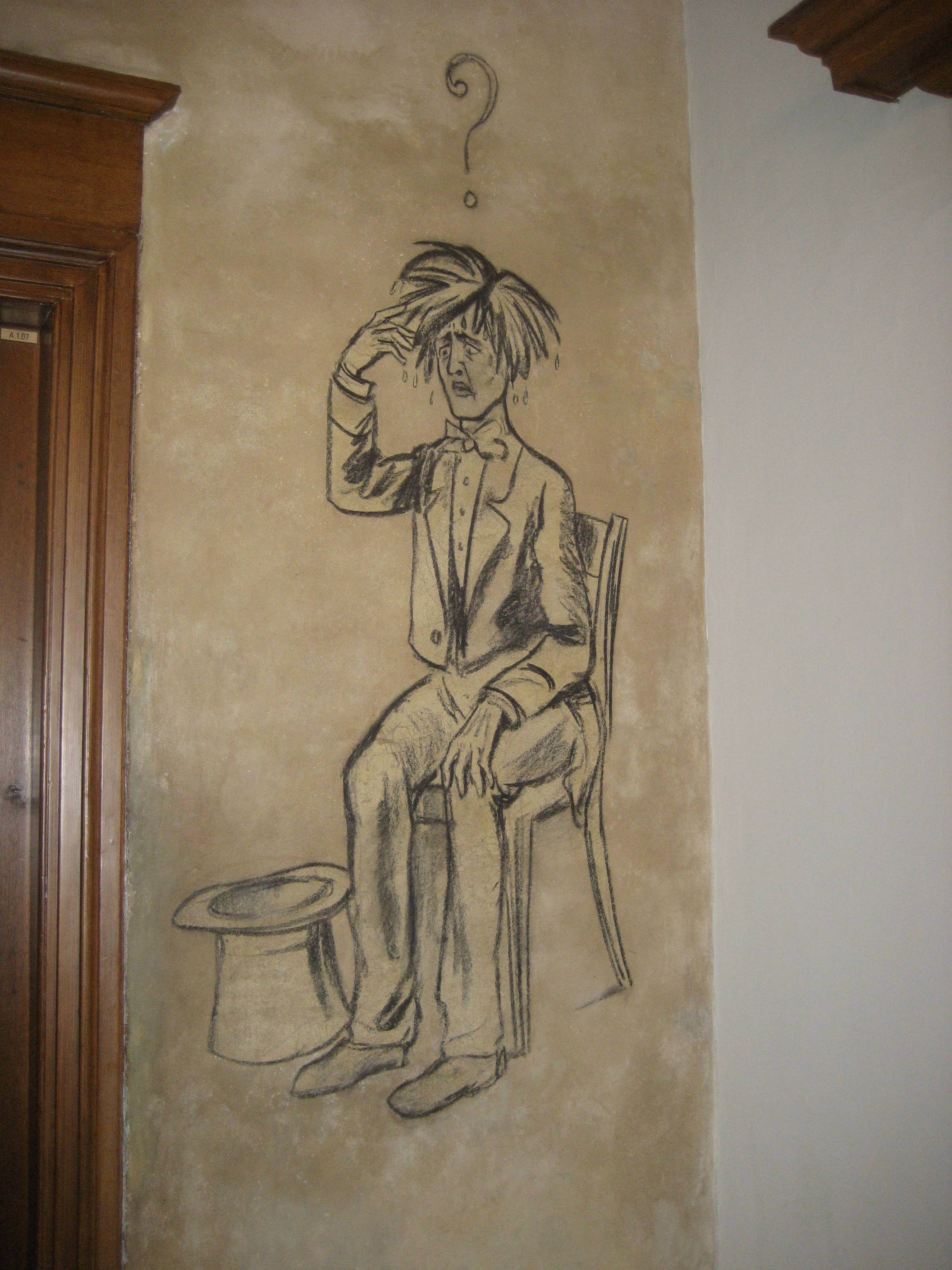
Vóór het examen (tekening De Stuers)
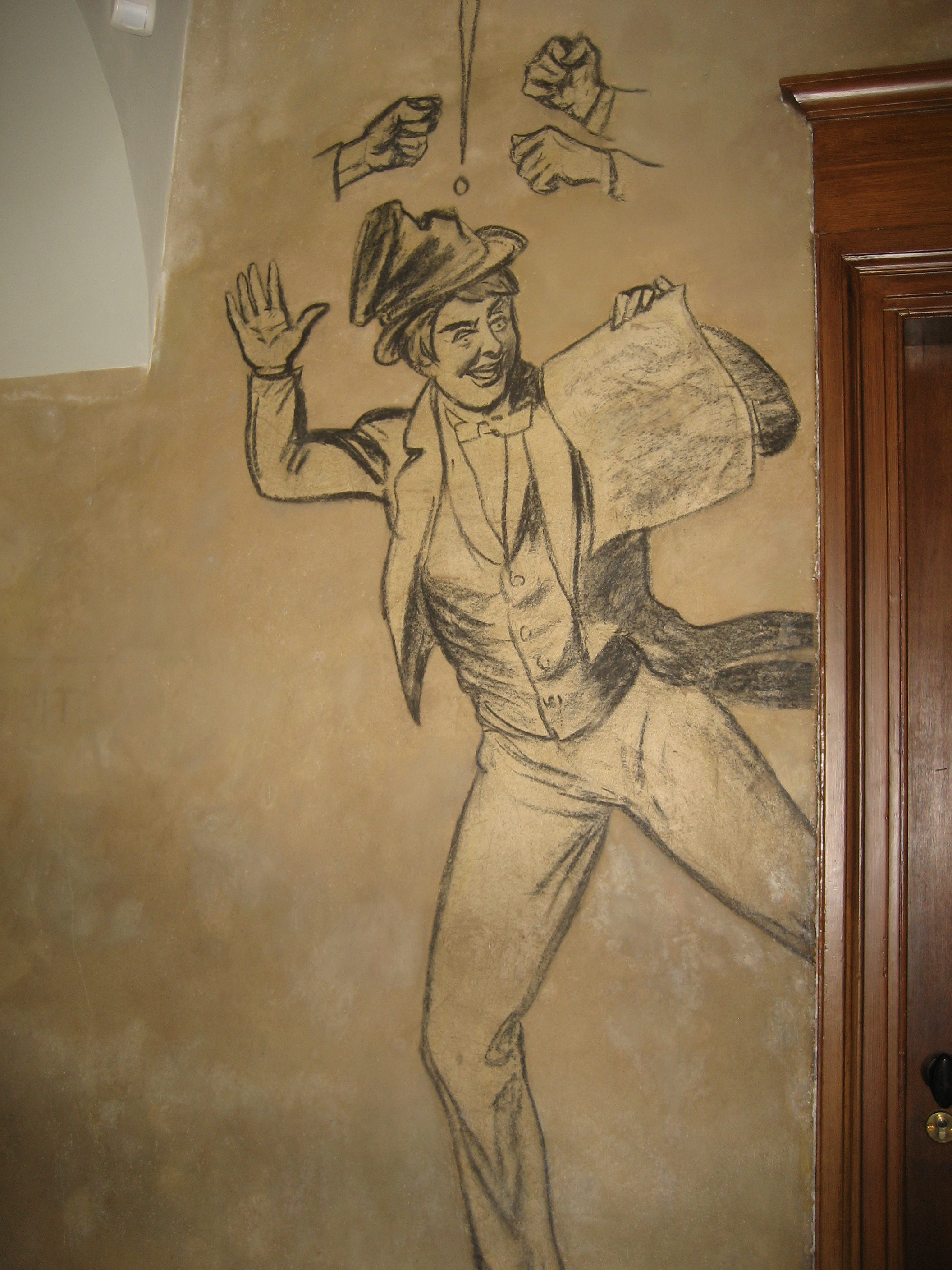
Na het examen (tekening De Stuers)
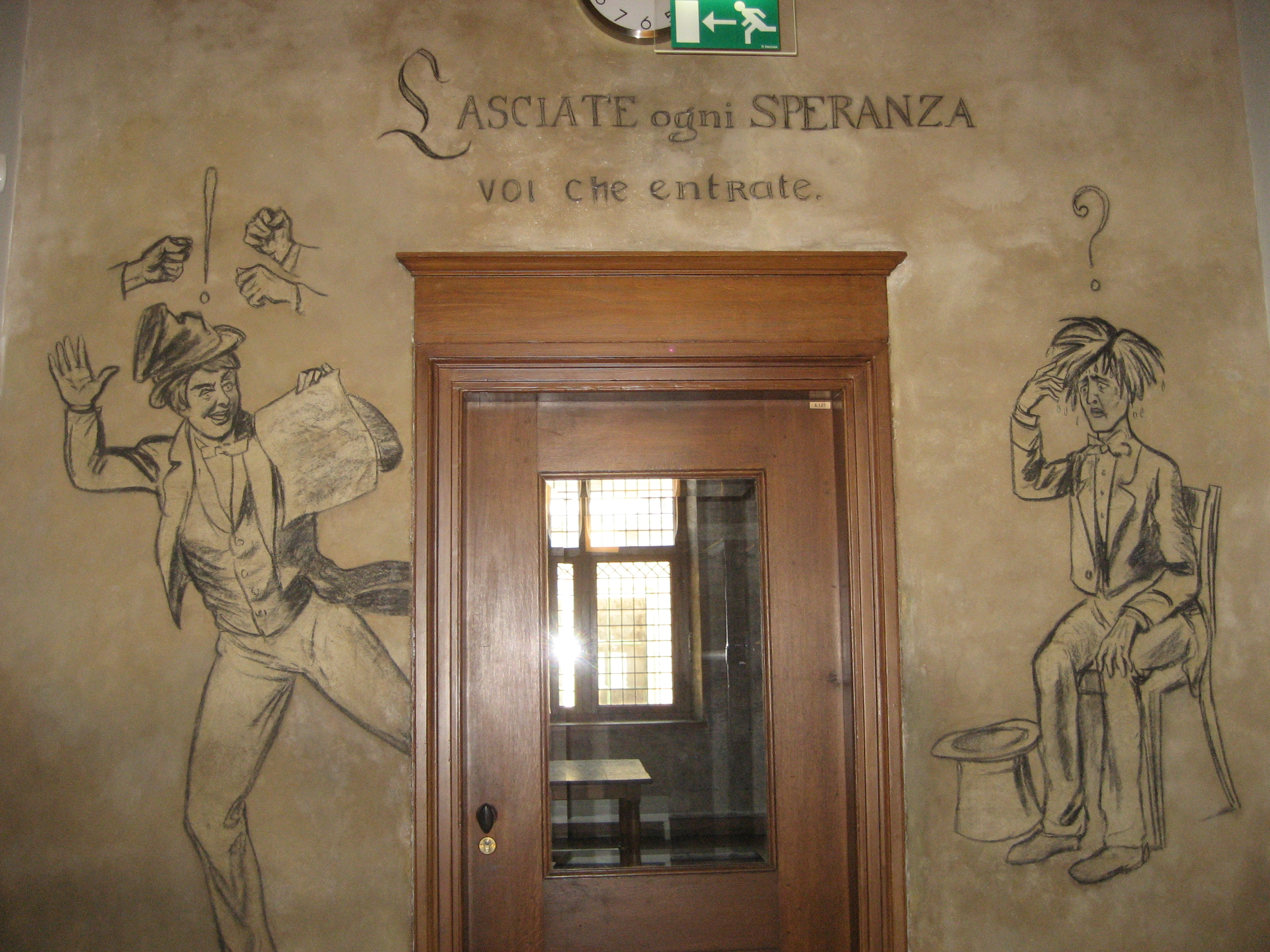
Entree zweetkamertje
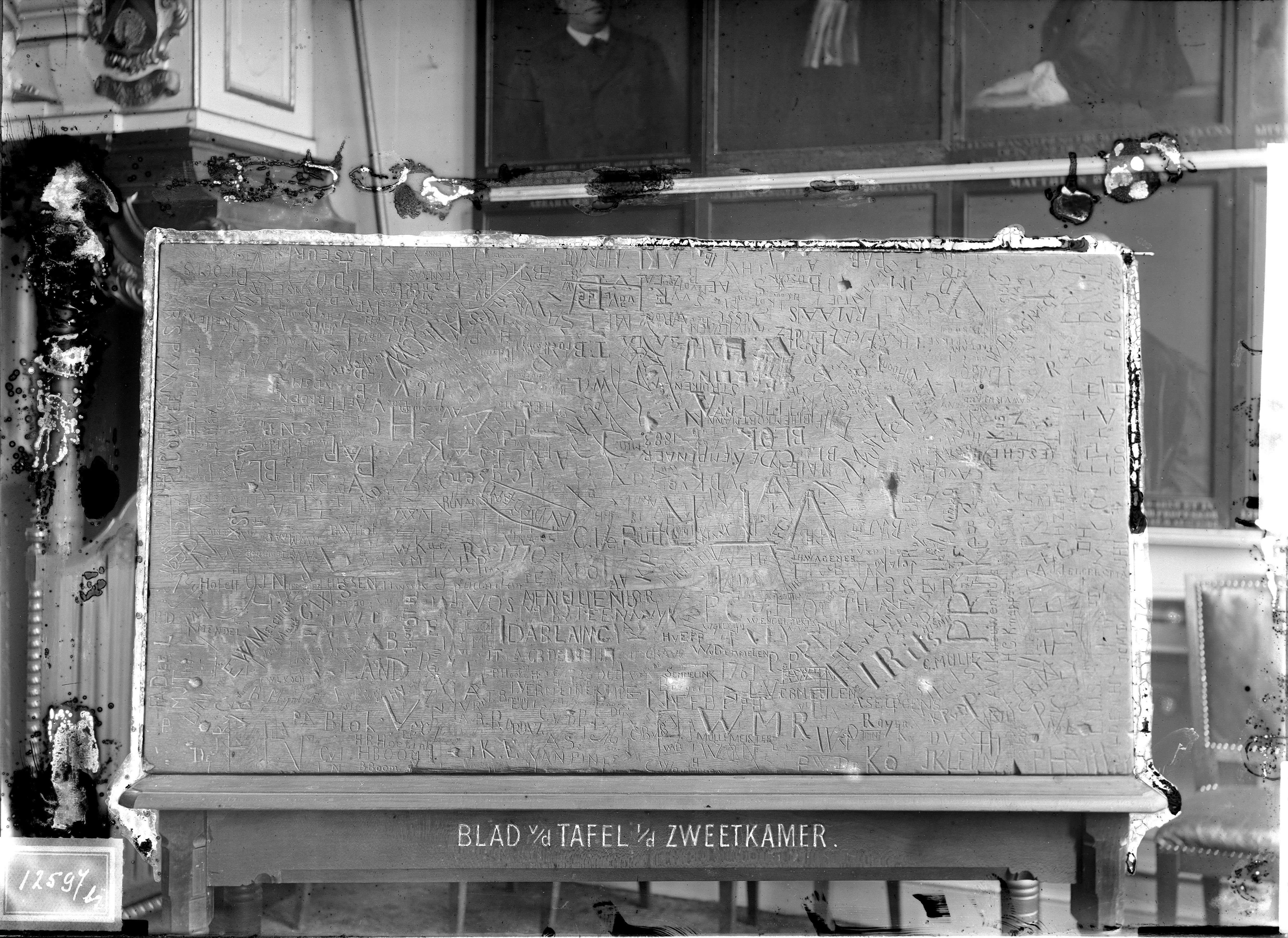
Tafelblad uit het zweetkamertje

## Plaque

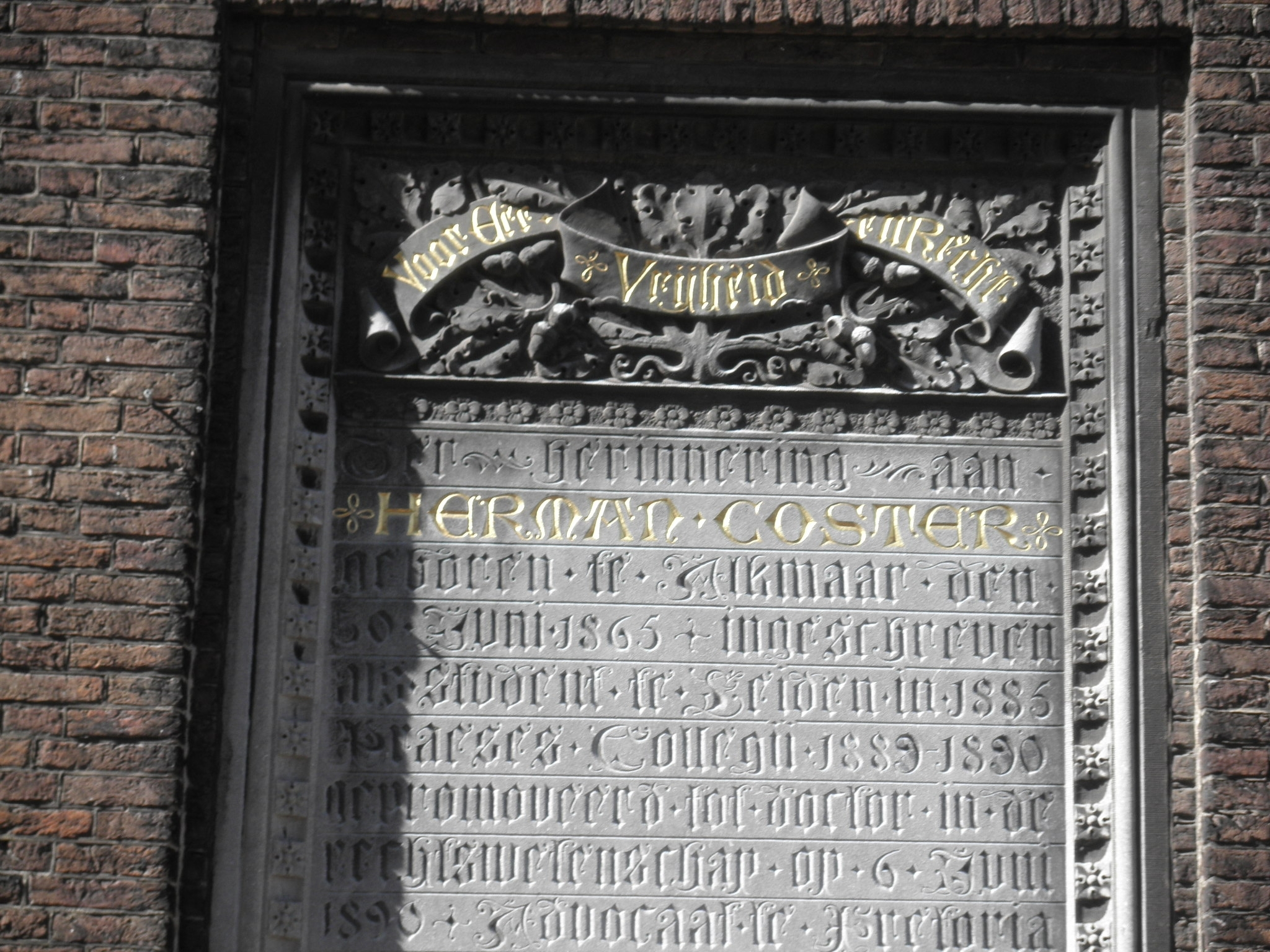
Plaque voor Herman Coster

Bij de ingang van het Academiegebouw bevindt zich een plaque ter nagedachtenis aan Leids alumnus Herman Coster, die in 1899 stierf in de slag bij Elandslaagte in de Tweede Boerenoorlog.

## Tekeningen in het Academiegebouw (1865-)
In het trappenhuis en in het zweetkamertje van het Academiegebouw zijn diverse tekeningen aangebracht. De meeste daarvan zijn van de hand van Victor de Stuers, die ze in 1865 schetste. De wachtende examinandus in het zweetkamertje is in 1919 getekend door Louis Raemaekers. Tussen 2008 en 2020 schilderde Adam Uriel langs de hoogste trap verbeeldingen van vrouwen die meer vrijheid eisen, zoals Aliaa Elmahdy en Pussy Riot.

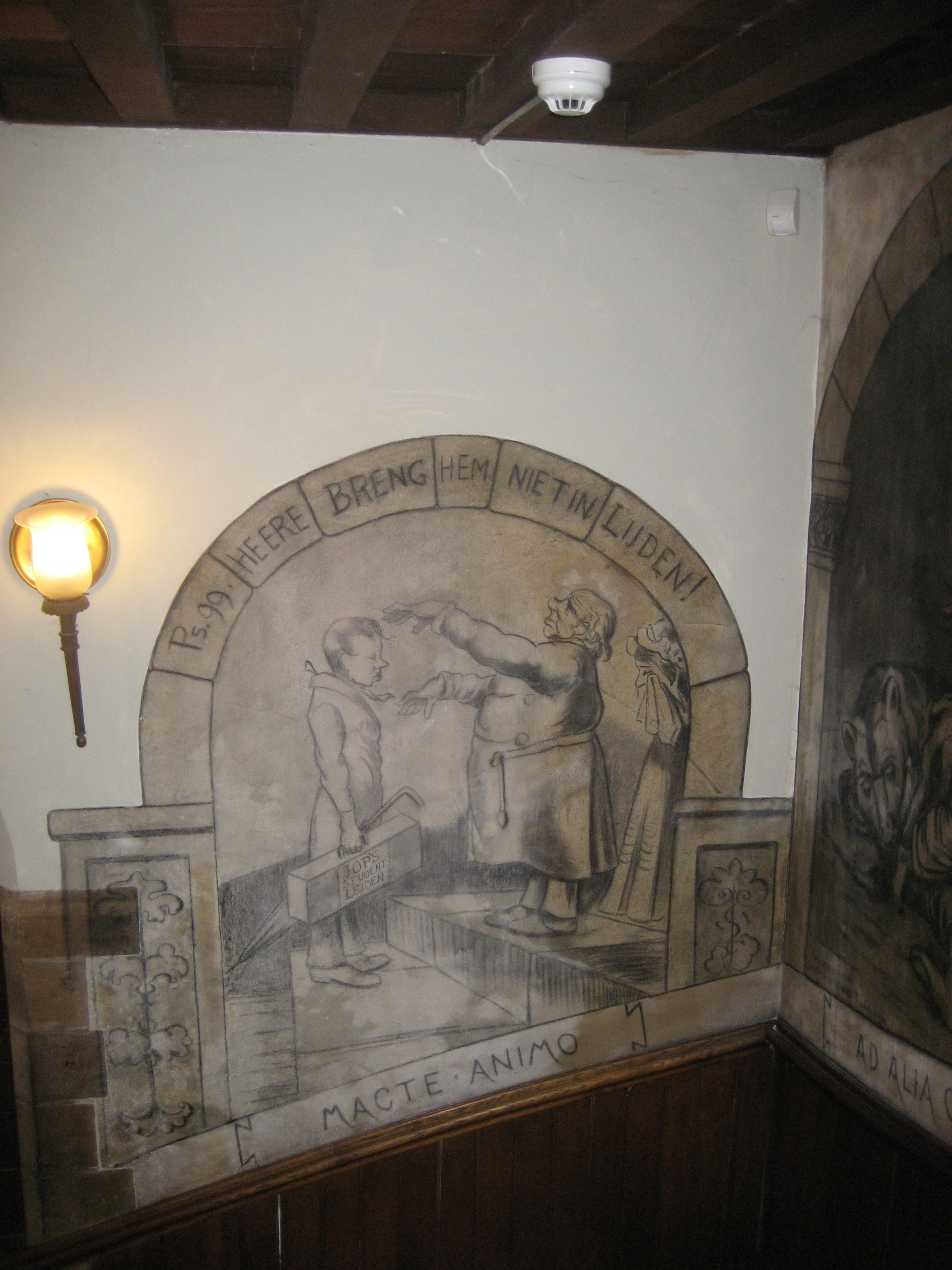
"Breng hem niet in Lijden!"
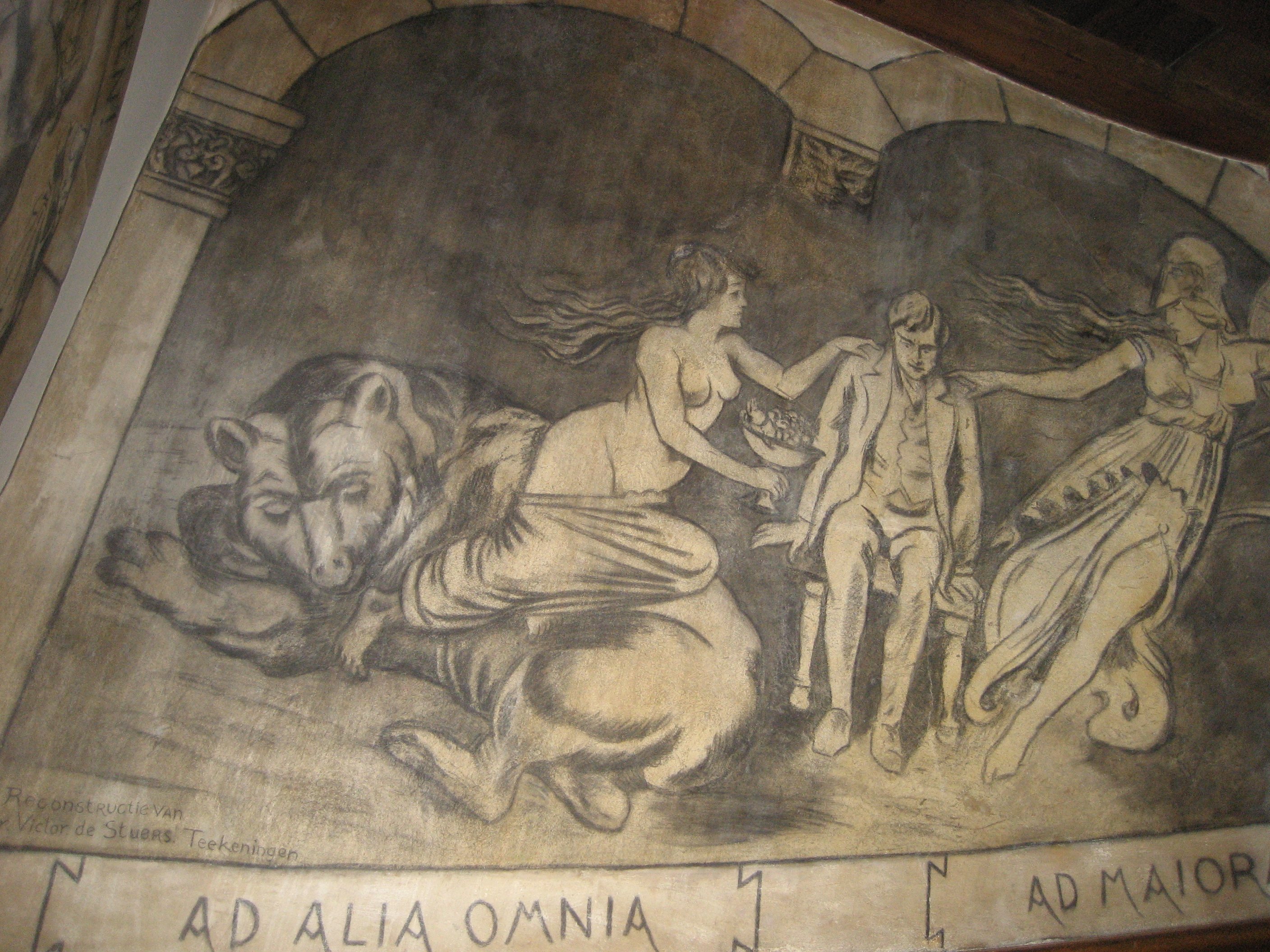
Pallas Athena, verlokking en beer (=schuldeiser)
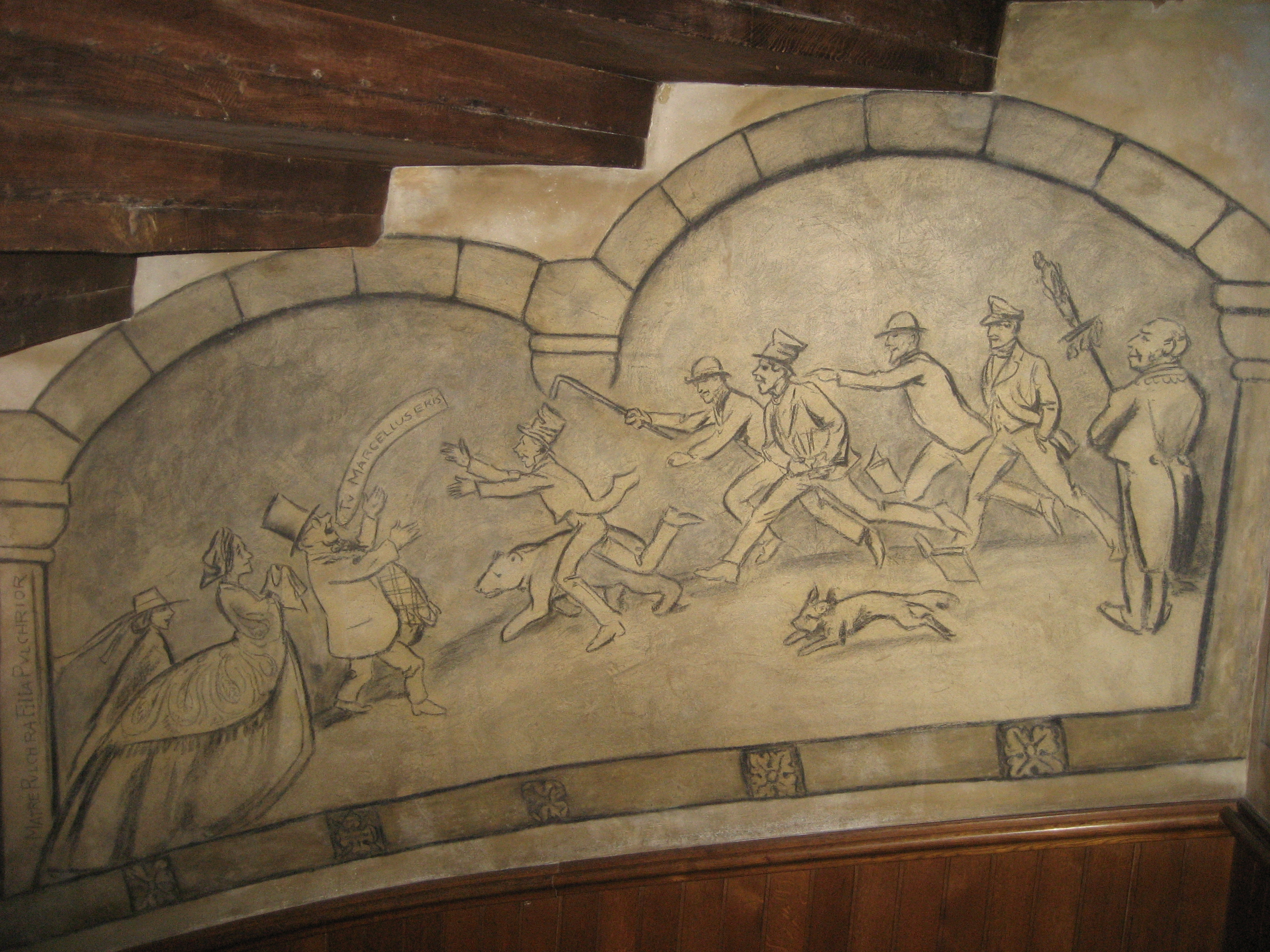
De familie feliciteert
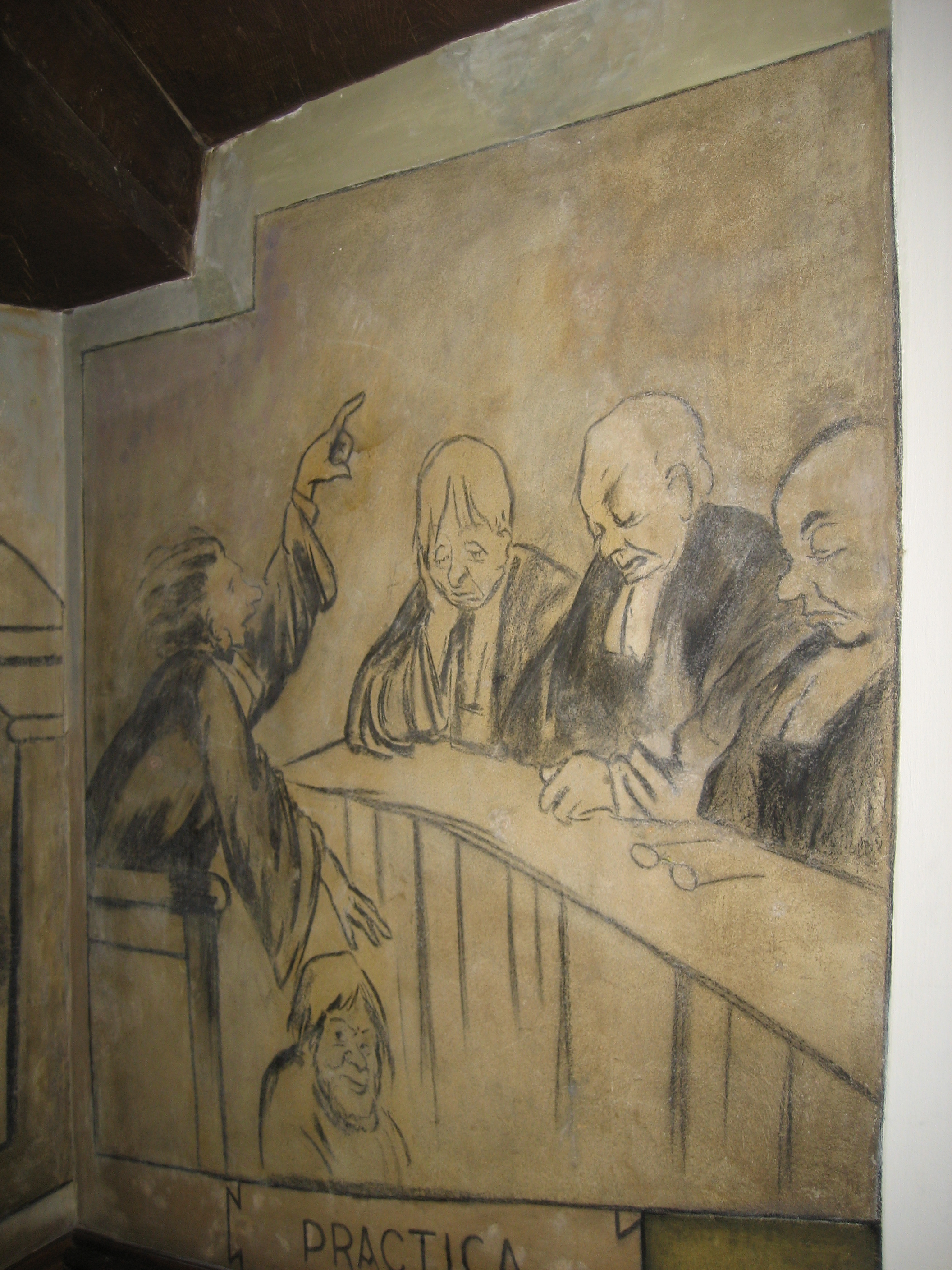
De praktijk
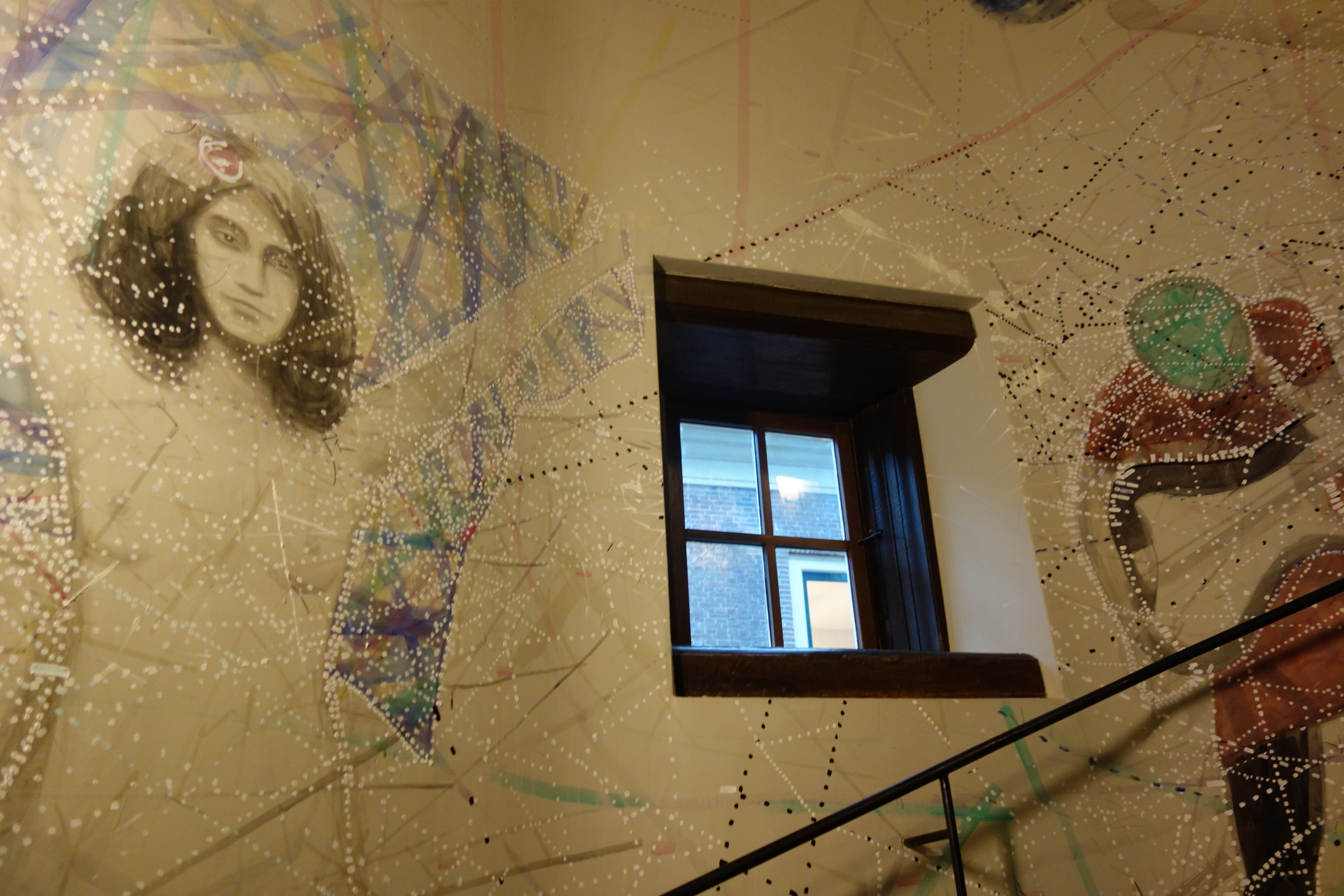
Aliaa Elmahdy en Pussy Riot op de trap naar de bovenste verdieping

## Publicaties
- Dorrit van Dalen: Rap 73. Verhalen van het Leidse Academiegebouw. Leiden, Leiden University Press, 2021. ISBN 9789087283599